# Little Rebels Award
Der Little Rebels Award (Langform: Little Rebels Children’s Book Award) ist ein britischer Literaturpreis. Er wird seit 2013 jährlich von der Alliance of Radical Booksellers (ARB) für „radikale fiktionale Literatur“ vergeben – wobei diese als solche verstanden wird, die antirassistisch, ökologisch, sozialistisch, anarchistisch oder feministisch geprägt ist. Zielgruppe der Literatur sind Kinder von 0 bis 12 Jahren. Vorgeschlagene Literatur muss innerhalb des vorherigen Kalenderjahres in Erstauflage erschienen sein und kann jeweils bis Anfang Januar eingereicht werden.

## Juroren
Seit der ersten Auflage 2013 besteht die Jury in unveränderter Besetzung.
- Kim Reynolds, Professorin für Kinderliteratur an der Newcastle University
- Wendy Cooling, Mitgründerin von Bookstart
- Elizabeth Laird, Kinderbuchautorin

## Gewinner und Shortlist
| Jahr | Sieger | Autor (I)                             | Werk                                                | Alter |
| ---- | ------ | ------------------------------------- | --------------------------------------------------- | ----- |
| 2013 | 2013   | Sarah Garland                         | Azzi In Between                                     | 07–11 |
| 2013 |        | Yokococo                              | Hans and Matilda                                    | 3–6   |
| 2013 |        | John Boyne, (Oliver Jeffers)          | The Terrible Thing That Happened to Barnaby Brocket | 08–12 |
| 2013 |        | Jeanne Willis, (Lorna Freytag)        | Wild Child                                          | 4–7   |
| 2014 | 2014   | Gillian Cross                         | After Tomorrow                                      | 09–12 |
| 2014 |        | Geraldine McCaughrean                 | The Middle of Nowhere                               | 09–12 |
| 2014 |        | Gill Lewis                            | Moon Bear                                           | 09–12 |
| 2014 |        | Nicola Davies, (Laura Carlin)         | The Promise                                         | 5–8   |
| 2014 |        | Deborah Chancellor                    | Real Lives: Harriet Tubman                          | 10–12 |
| 2014 |        | Andrea Beaty, (David Roberts)         | Rosie Revere, Engineer                              | 4–7   |
| 2014 |        | John Boyne                            | Stay Where You Are and Then Leave                   | 09–12 |
| 2015 |        | Anne Booth                            | Girl With a White Dog                               | 09–12 |
| 2015 |        | Jessica Shepherd                      | Grandma                                             | 4–7   |
| 2015 |        | Craig Pomranz, (Margaret Chamberlain) | Made by Raffi                                       | 4–7   |
| 2015 |        | Bernard Ashley                        | Nadine Dreams of Home                               | 07–12 |
| 2015 |        | Mel Elliott                           | Pearl Power                                         | 4–7   |
| 2015 | 2015   | Gill Lewis                            | Scarlet Ibis                                        | 09–12 |
| 2015 |        | Chris Haughton                        | Shh! We Have a Plan                                 | 2–6   |
| 2015 |        | Joan Lingard                          | Trouble on Cable Street                             | 09–12 |

- Gewinner 2016: I Am Henry Finch von Alexis Deacon und Viviane Schwarz
- Gewinner 2017: Ada Twist, Scientist von Andrea Beatty (Text) und David Roberts (Illustrationen)
- Gewinner 2018: The Muslims von Zanib Mian
- Gewinner 2019: Freedom von Catherine Johnson
- Gewinner 2020: The Boy Who Loved Everyone von Jane Porter (Text) und Maisie Paradise Shearing (Illustrationen)
- Gewinner 2021: Boy, Everywhere von A. M. Dassu